# Патриотас
Патриотас (на испански: Patriotas) е колумбийски футболен отбор от Тунха, департамент Бояка. Създаден е на 18 февруари 2003 г. от тогавашния губернатор на Бояка Мигел Анхел Бермудес, тогавашният председател на Колдепортес (административния департамент за спорт, развлечения, физическа активност и свободно време към правителството на Колумбия) и шефовете на компанията за производство на стомана G&J.

## История
След създаването си Патриотас започва да се състезава в Категория Примера А и още през първия си сезон стига полуфиналите на колумбийската втора дивизия. След като още няколко пъти е близо до промоция в Категория Примера А, но отпада на полуфинал, най-накрая през 2011 г. сред промяната във формата на провеждане на първенството Патриотас печели първия дял на първенството и играе финал за титлата във втора дивизия, където губи от Депортиво Пасто след изпълнение на дузпи. По този начин отборът получава правото да играе бараж за влизане в елита срещу предпоследния в специално изготвеното класиране на отборите от Категория Примера А, определящо изпадащите отбори – Америка де Кали. Патриотас печели, отново след изпълнение на дузпи. Оттогава насам играе без успех в Категория Примера А – най-предното класиране на отбора е девето място в турнира Апертура и Клаусура през 2012 г.

## Играчи

### Известни бивши футболисти
- Данило Морено Асприля

## Успехи
Национални
- Категория Примера Б:
  - Вицешампион (1): 2011